# Врангели
Вра́нгель (швед. Wrangel или Wrangell, Врангилевы) — графский, баронский и дворянский род датского происхождения, который может быть прослежен до начала XIII века.

## Происхождение и история рода

### Род на иноземной службе
В основанном в 1219 году датчанами замке «Revele» (впоследствии город Ревель), был оставлен гарнизон, во главе которого находилось известное число «людей короля» (viri regis) Вальдемара II, и между ними значился некий «господин Туки Вранг» (Dominus Tuki Wrang), родовое прозвище которого, возможно, восходит к кельтскому wrange («непоколебимый», «жесткий» или «железный»; ср. англ. wrangler). Потомки Туки назывались сначала de Wranghele, Wrangele, а затем Врангелями.
Во время шведского владычества в Эстляндии в XVII веке род Врангелей достиг блеска и богатства в лице фельдмаршала Карла Густава. Затем члены этого рода делаются столь многочисленными, что он постепенно утрачивает своё значение.
Грамотой шведской королевы Кристины (8 октября 1653) полковник Херман фон Врангель, вотчинник имений Эллистфер и Луденгоф, возведён с нисходящим потомством в баронское достоинство Королевства Шведского с наименованием «аф Луденгоф». Род внесен в матрикул шведского Рыцарского дома в число родов баронских 1 августа 1664 года под № 55. Грамотой шведского короля Карла XI (28 октября 1680) президент шведской Горной коллегии Дитрих и капитан Рейнгольд фон Врангели возведены с нисходящим потомством в баронское Королевства Шведского достоинство. Род также внесён в рыцарские матрикулы Лифляндии (20 октября 1733 года) и Эстляндии (20 июня 1746 года).
Больше всего Врангели выдвинулись на военном поприще, на службе не только Дании и Швеции, но и Германии, Австрии, Голландии и Испании, а впоследствии и России. Они дали 7 фельдмаршалов, более 30 генералов, 7 адмиралов; некоторые из них возводились за их заслуги в графское достоинство (в Швеции, Испании, Германии).
В 1709 году после сражения под Полтавой на поле битвы остались погибшими 22 представителя рода Врангель.

### Род на русской службе
«Немчин Денис Владимирович Врангилев» владел поместьем в Нижегородском уезде (1629), до этого времени писался под наименованием «литвин» (1616).
На русской службе они появились лишь в последний период Семилетней войны и затем участвовали в русско-турецких войнах XVIII века.
Определениями Правительствующего сената от 5 (17) сентября и 31 октября (11 ноября) 1855 года и Высочайше утверждённым мнением Государственного совета от 20 декабря 1865 года (1 января 1866) за фамилией фон Врангель из дома Эллистфер и Луденгоф признан баронский титул.
Среди российских Врангелей было 18 генералов и 2 адмирала.
Между представителями рода Врангель на гражданском и духовном поприщах могут быть отмечены:
- шведские: епископы (дерптский в 1400 году и ревельский в 1658 году), 4 игуменьи, 7 посланников, 11 членов Государственного совета и 1 министр;
- российские: министр — 1, член Государственного совета — 1, сенаторы — 2, губернаторы — 2, попечитель учебного округа — 1, профессор — 1.

В XVI веке род Врангель распался на 20 самостоятельных линий. В начале XX века по численности своих представителей русские линии рода Врангель занимают первое место (40 человек), шведские — второе (37), прусские — третье (11).

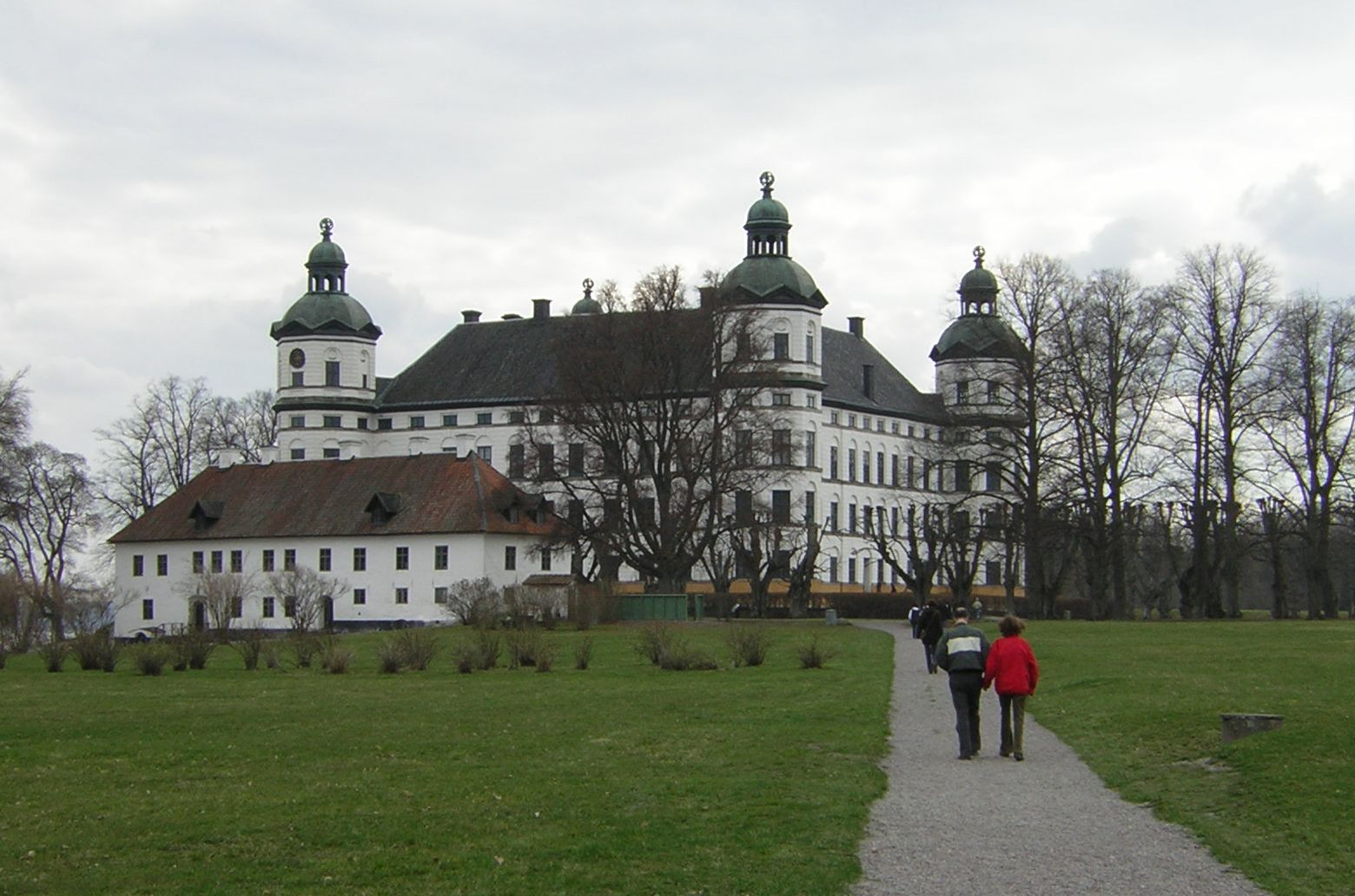
Замок Скуклостер графа Густава Врангеля (арх. Никодемус Тессин-старший)

Российская ветвь из дома Ludenhof
- Георг Густав фон Врангель (1662—1733)
  - Ханс Георг фон Врангель (1690—1754)
    - Ханс фон Врангель (1727—1774), поступил на русскую службу
      - Карл Герман фон Врангель (1773—1821)
        - Егор Ермолаевич фон Врангель (1803—1868); его жена Дарья (Доротея) Рауш фон Траубенберг (1807—1851), приходилась троюродной сестрой А. С. Пушкину по линии Ганнибалов
          - Александр Егорович фон Врангель (1833—1915)
            - Николай Александрович фон Врангель (1869—1927)

          - Михаил Егорович фон Врангель (1836—1899)
          - Георгий (Егор) Егорович фон Врангель (1842—1901)
          - Николай Егорович фон Врангель (1847—1923)
            - Пётр Николаевич фон Врангель (1878—1928)
            - Николай Николаевич фон Врангель (1880—1915)

        - Николай Ермолаевич фон Врангель (1810—1857)

    - Фабиан фон Врангель (ум. 1765)
      - Бернхард Вильгельм фон Врангель (1747—1845), был женат на дочери Берндта Густава фон Врангель из дома Лагена — Барбаре фон Врангель (1758—1838)
        - Егор Васильевич фон Врангель (1783—1841)
          - Егор Егорович фон Врангель (1827—1875)
            - Василий Георгиевич Врангель (1862—1901)

        - Врангель, Александр Васильевич (1794—1841)
        - Василий Васильевич фон Врангель (1797—1872)

ветвь из дома Lagena
- Берндт Густав фон Врангель (1737—1776)
  - Петер Людвиг фон Врангель (1760—1807)
    - Фердинанд Петрович фон Врангель (1797—1870)
      - Василий Фердинандович фон Врангель (1831—1894)
        - Георгий Васильевич фон Врангель (Георг Эдуард; 1866—1927), генеалог рода Врангель

      - Фердинанд Фердинандович фон Врангель (1844—1919)

    - Егор Петрович фон Врангель (1803—1873)

ветвь из дома Gaus-Maidel
- Карл Врангель (1643—1719)

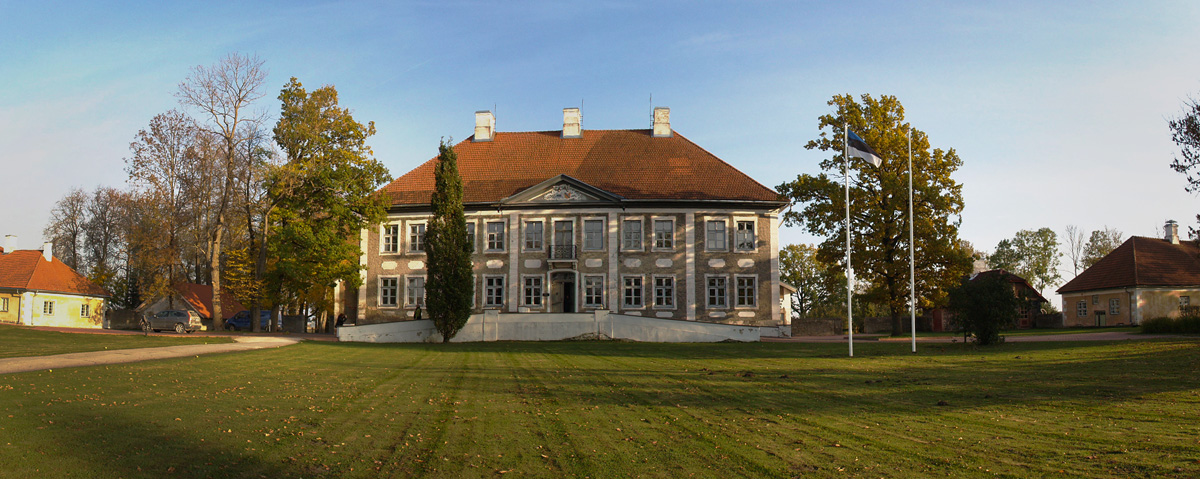
Мыза Майдла (Эстония)

  - Георг Иоганн Врангель (1672—1746)
    - Георг Людвиг Врангель (1726—1796)[4]
      - Георг Густав Врангель (1758—1808)
        - Роман Егорович Врангель (1797—1884)

      - Антон Отто Врангель (1779—1863)

  - Карл Густав Врангель (1675—1757)
    - Георг Густав Врангель (?—1774)
      - Вольдемар Густав Врангель (1770—1827)
        - Фёдор Густавович Врангель (1800—1869)
        - Александр Евстафьевич Врангель (1804—1880)

ветвь из дома Addinal
- Карл Генрих Врангель (1681—1755)
- Юрген Иоганн Врангель (?—1717)
  - Нильс Иоганн Врангель (1709—1778)
    - Андрей Иванович Врангель (1736—1813)
      - Людвиг Андреевич Врангель (1786—1847)
        - Владимир Людвигович Врангель (1820—1902)
        - Андрей Людвигович Врангель (1824—1897)
        - Платон Людвигович Врангель (1829—1892)
          - Николай Платонович Врангель (1860—1933)

ветвь из дома Tolks

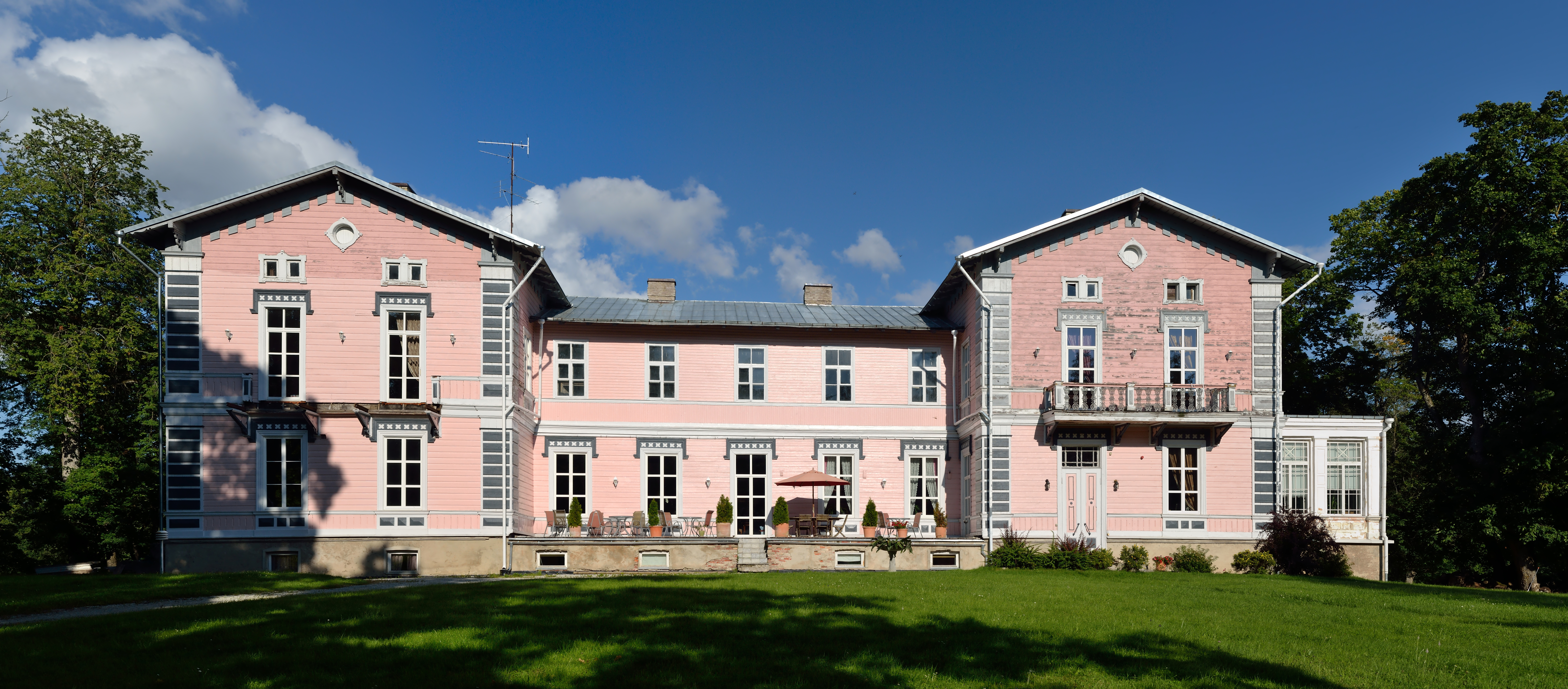
Мыза Кохала (Эстония)

- Рейнгольд Иоганн Врангель (1721—1767)
  - Георг Иоганн Врангель (1760—1836)
    - Карл Егорович Врангель (1794—1874)
      - Врангель, Елена Карловна (1837—1906)
      - Константин Карлович Врангель (1837—1902)